# ويلسون ألتاميرانو
ويلسون ألتاميرانو (بالإسبانية: Wilson Altamirano)‏ هو لاعب كرة قدم أرجنتيني، ولد في 7 أبريل 1998 في فيلا ألنديه ‏ في الأرجنتين. لعب مع نادي أتليتيكو بيلغرانو.

## وصلات خارجية
- ويلسون ألتاميرانو على موقع قاعدة بيانات كرة القدم.إي يو (الإنجليزية)
- ويلسون ألتاميرانو على موقع Soccerway.com (الإنجليزية)
- ويلسون ألتاميرانو على موقع عالم كرة القدم.نت (الإنجليزية)